# Studio du Manoir
Le studio du Manoir est un studio d’enregistrement de 250 m2 qui fait partie de la propriété du manoir de Laguens, situé dans la commune française de Léon dans les Landes. Il a été actif entre 1981 et 2010. Après avoir été fermé pendant 5 ans, il a rouvert ses portes en 2015 entièrement rénové. L'endroit s'appelle désormais "Le Manoir de Léon".

## Histoire
Le studio du Manoir résulte du projet de Michel Coustillas, un ingénieur du son qui a appris le métier au studio de Cartelègue (situé à Blaye en Gironde). Le studio fait ses premiers pas en 1981. Plusieurs rénovations et réaménagements sont réalisés : en 1987, la salle d’enregistrement est agrandie ; en 1999, le studio investit dans des tables de mixage SSL pour faire face à la concurrence, et ainsi rester dans la modernité des techniques.
Dès 2005, le studio du Manoir ouvre neuf mois par an (les trois mois restant, le manoir de Laguens fait office de chambres d’hôtes) pour faire face à la crise du disque. Le travail diminue, et le studio est obligé de baisser les prix. Par manque de travail le studio doit fermer ses portes durant l'année 2010. Il rouvre à nouveau en juillet 2015.

## Artistes et albums produits
- EMF, Unbelievable], début 1990
- Noir Désir, Dies irae en 1994, 666.667 Club en  1997, Le vent nous portera en 2002, et mixage de leur dernier live en 2003 et 2005.
- Siouxsie and the Banshees, The Rapture, enregistré en 1993, sorti en 1995
- Zazie, Totem en 2007

Le studio a aussi reçu Alain Souchon, Renan Luce, I Muvrini, Matthieu Chedid, Étienne Daho, Luz Casal, Camille, Zebda, Louise Attaque, Tryo, Dick Annegarn et La Oreja de Van Gogh.

## Sources
- « Léon (40) : le studio du Manoir coupe le son », sur le site du journal Sud Ouest.